# Sino-Platonic Papers
A Sino-Platonic Papers a Pennsylvaniai Egyetem által kiadott, 1986-ban alapított orientalisztikai, sinológiai szakfolyóirat.

## Története
A folyóiratot 1986-ban Victor H. Mair azzal a céllal alapította, hogy megjelenést biztosítson a „fiatal, még el nem ismert szakemberek, független szerzők nem konvencionális vagy ellentmondásos” kutatásainak.
2006-tól csak elektronikus formában jelenik meg – PDF formában Creative Commons Attribution-NonCommercial-NoDerivs 2.5 License szabadon letölthető.

## Fordítás
- Ez a szócikk részben vagy egészben  a   Sino-Platonic Papers című angol Wikipédia-szócikk fordításán alapul.  Az eredeti cikk szerkesztőit annak laptörténete sorolja fel. Ez a jelzés csupán a megfogalmazás eredetét és a szerzői jogokat jelzi, nem szolgál a cikkben szereplő információk forrásmegjelöléseként.